# Nagy Katalin (operaénekes)
Nagy Katalin (Csíkszereda, 1937. május 22. – Ditzingen, 2016. október 25.), Kati Nagy, magyar opera-énekesnő (mezzoszoprán).

## Pályafutása
1962-ben Kolozsváron végzett a Gheorghe Dima Konzervatóriumban. A kolozsvári Állami Magyar Opera magánénekese. Operettekben is gyakran fellépett.

## Szerepei
Főbb szerepei:
- Carmen (Bizet)
- Örzse (Kodály Z.: Háry János)
- Cecília (Kálmán I.: A csárdáskirálynő)